# きみに読む物語
『きみに読む物語』（英語: The Notebook 直訳: ノートブック、ノート）は、2004年のアメリカ合衆国の映画。ニコラス・スパークスによる1996年の同名の小説の映画化であり、脚本はジャン・サルディとジェレミー・レヴェン、監督はニック・カサヴェテス、製作はマーク・ジョンソンとリン・ハリス。
第9回ゴールデン・サテライト賞助演女優賞：ジーナ・ローランズ。全米週末興行成績初登場第4位（2004年6月25日-27日）。

## あらすじ
認知症を患い過去を思い出せずにいるアルツハイマー症の老女と共に、療養施設へ入寮しているデュークは、ノートに書かれた物語を彼女へ読み聞かせている。
物語は、1940年のアメリカ南部シーブルックが舞台。青年ノアは別荘にやってきた17歳のアリーに一目惚れ。強引にデートに誘い、映画を見て語り合った後、仲良くなり、2人は付き合うようになる。初めてノアの家を訪ねていくとテラスで詩を読んでおり、これは物語全体に関わってくる。父親はやさしく、夜にもかかわらずパンケーキを勧める。ノアは、いつか買い取って農場を始めたい古い屋敷にアリーを連れて行くが、彼女の両親が探しているといわれ中断。その後も二人の仲は認められず、ひと夏の出来事が終わった。
大学生になったアリーに毎日手紙を出したが、戦争が始まり、ノアは徴兵される。アリーは裕福な弁護士ロンと婚約する。軍隊から戻ったノアが父親が買い取ってくれた古い屋敷の改造にいそしむ。結婚式を直前にしてアリーはけじめをつけるためにノアに会いに行く。連絡がなかったというアリーに365通出したというが、母親によって没収されていたことを知ったのだった。二人は激しく求め合う。
連れ戻しにきた母親が砂利工場で働く男を見せながら、「25年前に駆け落ちした人よ、あのまま彼と暮らしていたら」と説得し帰って行った。一度は納得したアリーだったが、婚約者の元に戻る道中、母から帰り際に渡されたノアからの手紙を読むと自分の本当の気持ちに気が付き、婚約者の説得を振り切ってノアの屋敷に戻って行く。
湖を夕日が染める頃、「それ私たちね」と老女が気づく。しかし、記憶はわずかしかもたない。肩を震わせてデューク（＝ノア）は泣く。
記憶の戻っているアリーのもとへデュークが訪れる。「一緒に死ねるといいわね」と二人はさささやきあう。
朝が来て、アリーの病室に入ったスタッフが、アリーのベッドで二人が冷たくなっているのを発見する。二人の願いが奇跡を呼んだのだった。

## キャスト
※括弧内は日本語吹替
- ノア・カルフーン - ライアン・ゴズリング（内田夕夜）
- アリー・ハミルトン - レイチェル・マクアダムス（坂本真綾）
- デューク - ジェームズ・ガーナー（勝部演之）: 老人
- アリー・カルフーン - ジーナ・ローランズ（有田麻里）: 認知症の女性
- アン・ハミルトン - ジョアン・アレン（野沢由香里）: アリーの母
- ロン・ハモンド - ジェームズ・マースデン（森川智之）
- フランク・カルフーン - サム・シェパード（納谷六朗）: ノアの父
- フィン - ケヴィン・コナリー（河本邦弘）
- ジョン・ハミルトン - デヴィッド・ソーントン（中村秀利）: アリーの父
- サラ・ツフィントン - ヘザー・ウォールクィスト（英語版）
- マーサ・ショウ - ジェイミー・ブラウン（英語版）
- エスター - スターレッタ・デュポワ: 看護師

## 評価
レビュー・アグリゲーターのRotten Tomatoesでは179件のレビューで支持率は53%、平均点は5.70/10となった。Metacriticでは34件のレビューを基に加重平均値が53/100となった。
2008年5月にアメリカの映画専門サイトMovieFoneが発表した「Sexiest Movie Couples of All Time（歴代映画のセクシーなカップル）」において、ライアン・ゴズリングの演じたノアとレイチェル・マクアダムスの演じたアリーのカップルが第18位にランクインした。 また、2005年度のMTVムービー・アワードでは「ベスト・キス」に選ばれた。